# Coutoubea spicata
Coutoubea spicata är en gentianaväxtart som beskrevs av Jean Baptiste Christophe Fusée Aublet. Coutoubea spicata ingår i släktet Coutoubea och familjen gentianaväxter. Inga underarter finns listade i Catalogue of Life.